# Milica Nemanjić
La princesa Milica Hrebeljanović, nacida como Nemanjić (en serbio: Милица Хребељановић; c. 1335 - 11 de noviembre de 1405) también conocida como la reina (zarina) Milica, fue una consorte real serbia. Su marido era el príncipe serbio Lazar y sus hijos incluían al déspota Esteban Lazarević, y Jelena Lazarević, cuyo marido fue Đurađ II Balšić de Zeta. Milica es la autora de «La oración de una madre» (en serbio: Молитва матере) y un famoso poema de luto por su marido, Novio de mi viudez (en serbio: Удовству мојему женик).

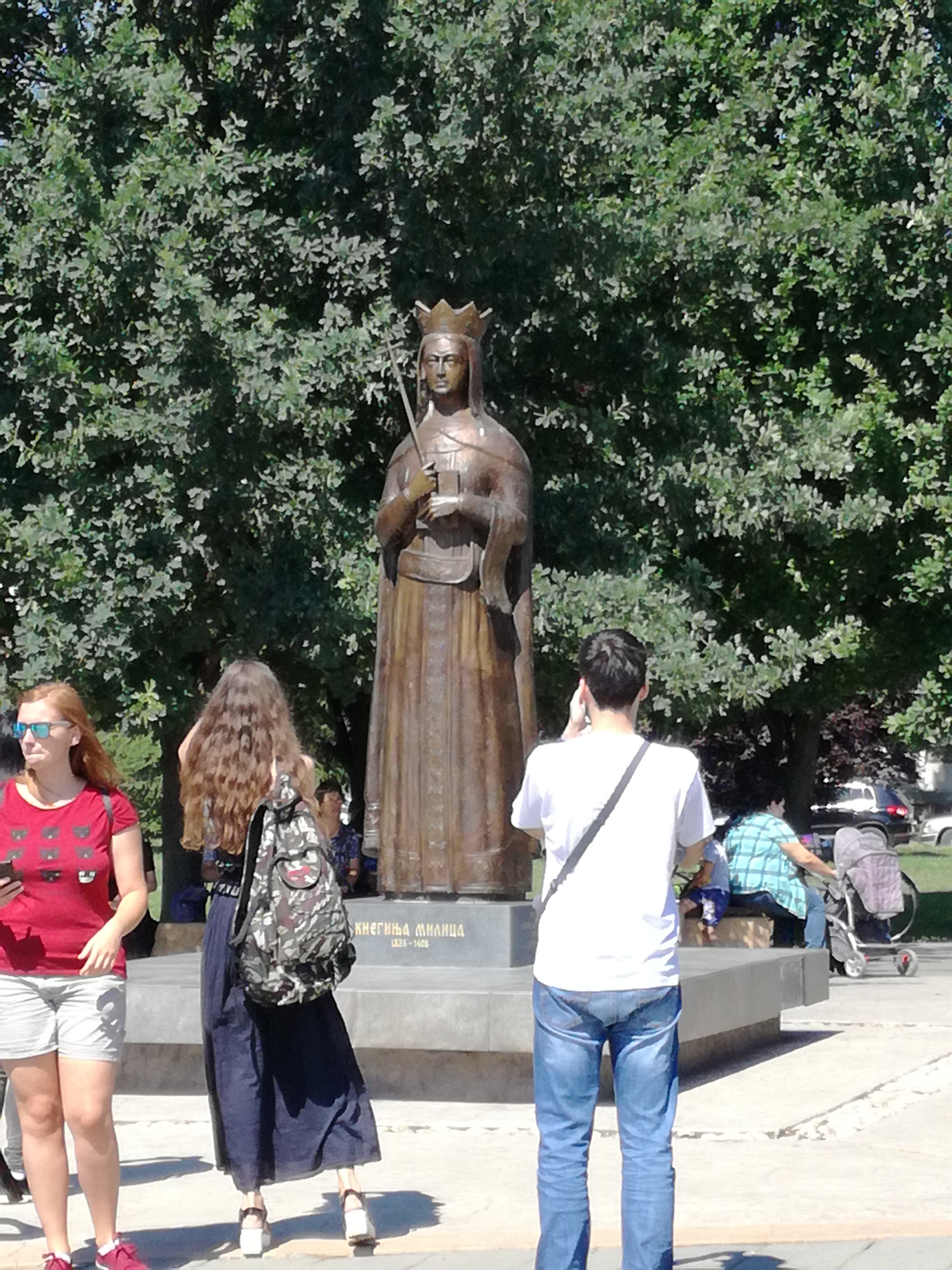
Estatua de La princesa Milica en Trstenik (Serbia)

Fue la fundadora del monasterio de Ljubostinja alrededor de 1390, y más tarde tomó los votos monásticod en el mismo, convirtiéndose en monja, con el nombre de Eugenia (Јевгенија, más tarde, abadesa Euphrosine, Јефросина) en 1393.

## Descendencia
Con el príncipe Lazar tuvo los siguientes hijos:
- Dobrovoj, murió después de nacer
- Déspota Esteban,
- Vuk Lazarević
- Jelena Lazarević, cuyo marido fue Đurađ II Balšić y después el Gran Duque de Hum Sandalj Hranić Kosača
- Mara Lazarević, cuyo marido fue Vuk Branković
- Dragana, cuyo marido era el emperador Iván Shishman de Bulgaria
- Teodora
- Olivera Despina, cuyo marido fue Bayezid I.